# Campionat del món de ciclisme en pista de 1985
El Campionat Mundial de Ciclisme en Pista de 1985 es va celebrar a Bassano del Grappa (Itàlia) del 21 d'agost a l'1 de setembre de 1985.
Les competicions es van celebrar al Stadio Rino Mercante de Bassano del Grappa. En total es va competir en 14 disciplines, 12 de masculines i 2 de femenines.

## Resultats

### Masculí

#### Professional
| Prova                 | Or                               | Argent                       | Bronze                                           |
| Velocitat individual  | Koichi Nakano · Japó             | Yoshiyuki Matsueda · Japó    | Ottavio Dazzan · Itàlia                          |
| Persecució individual | Hans-Henrik Ørsted · Dinamarca · | Anthony Doyle · Regne Unit · | Gregor Braun · RFA                               |
| Cursa per punts       | Urs Freuler · Suïssa ·           | Hans Ledermann · Suïssa ·    | Stefano Allocchio · Itàlia                       |
| Keirin                | Urs Freuler · Suïssa ·           | Ottavio Dazzan · Itàlia      | Masamitsu Takizawa · Japó · Dieter Giebken · RFA |
| Darrere moto          | Bruno Vicino · Itàlia            | Danny Clark · Austràlia      | Werner Betz · RFA                                |

#### Amateur
| Prova                     | Or                                                                                  | Argent                                                                                 | Bronze                                                                                      |
| Velocitat individual      | Lutz Hesslich · RDA                                                                 | Michael Hübner · RDA                                                                   | Ralf-Guido Kuschy · RDA                                                                     |
| Persecució individual     | Viatxeslav Iekímov · Unió Soviètica                                                 | Gintautas Umaras · Unió Soviètica                                                      | Roland Günther · RFA                                                                        |
| Persecució per equips     | Itàlia · Roberto Amadio · Massimo Brunelli · Gianpaolo Grisandi · Silvio Martinello | Polònia · Ryszard Dawidowicz · Marian Turowski · Leszek Stępniewski · Andrzej Sikorski | Unió Soviètica · Alexander Krasnov · Viatxeslav Iekímov · Marat Ganéiev · Vassili Schpundov |
| Quilòmetre contrarellotge | Jens Glücklich · RDA ·                                                              | Philippe Boyer · França ·                                                              | Martin Vinnicombe · Austràlia ·                                                             |
| Cursa per punts           | Martin Penc · Txecoslovàquia ·                                                      | Philippe Grivel · Suïssa ·                                                             | Dan Frost · Dinamarca ·                                                                     |
| Tàndem                    | Txecoslovàquia · Vitezlav Voboril · Roman Řehounek                                  | Estats Units · Nelson Vails · Leslie Barczewski                                        | RFA · Sascha Wallscheid · Franck Weber                                                      |
| Darrere moto              | Roberto Dotti · Itàlia                                                              | Roland Königshofer · Àustria                                                           | Mario Gentili · Itàlia                                                                      |

### Femení
| Prova                 | Or                           | Argent                           | Bronze                                    |
| Velocitat individual  | Isabelle Nicoloso · França · | Connie Paraskevin · Estats Units | Nathalia Krushelnitskaia · Unió Soviètica |
| Persecució individual | Rebecca Twigg · Estats Units | Jeannie Longo · França           | Margaret Maass · Estats Units             |

## Medaller
| Pos. | País           | Or | Plata | Bronze | Total |
| 1    | Itàlia         | 3  | 1     | 3      | 7     |
| 2    | Suïssa         | 2  | 2     | 0      | 4     |
| 3    | RDA            | 2  | 1     | 1      | 4     |
| 4    | Txecoslovàquia | 2  | 0     | 0      | 2     |
| 5    | Estats Units   | 1  | 2     | 1      | 4     |
| 6    | França         | 1  | 2     | 0      | 3     |
| 7    | Unió Soviètica | 1  | 1     | 2      | 4     |
| 8    | Japó           | 1  | 1     | 1      | 3     |
| 9    | Dinamarca      | 1  | 0     | 1      | 2     |
| 10   | Austràlia      | 0  | 1     | 1      | 2     |
| 11   | Polònia        | 0  | 1     | 0      | 1     |
| 11   | Àustria        | 0  | 1     | 0      | 1     |
| 11   | Regne Unit     | 0  | 1     | 0      | 1     |
| 14   | RFA            | 0  | 0     | 5      | 5     |
|      | TOTAL          | 14 | 14    | 15     | 43    |